# ГЕС Kaggefoss
ГЕС Kaggefoss — гідроелектростанція у південній частині Норвегії, за чотири десятки кілометрів на захід від Осло. Знаходячись після ГЕС Рамфосс, становить нижній ступінь каскаду у сточищі Hallingdalsvassdraget — річково-озерного ланцюжка, останню ланку якого становить річка Snarumselva, котра впадає праворуч у Драмменсельву (дренується до Drammensfjorden — затоки Осло-фіорду).
Зведена на Snarumselva перед порогами Kaggefoss гребля відводить ресурс у прокладений через правобережний масив підвідний тунель довжиною 2,5 км. Підземний машинний зал обладнали чотирма турбінами типу Френсіс — у 1951, 1952 та 1956 роках ввели три потужністю по 21 МВт, а у 1965-му додали ще одну з показником 35 МВт. При напорі у 73,5 метра це обладнання забезпечує виробництво 590 млн кВт-год електроенергії на рік.
Першу турбіну, яка надійшла в межах післявоєнної відбудови за планом Маршалла, замінили ще в 1982-му, після чого протягом 1990-х провели модернізацію трьох наступних агрегатів.
Відпрацьована вода по відвідному тунелю транспортується у протікаючу за кілька сотень метрів Snarumselva та, пройшовши через її гирло, невдовзі опиняється на ГЕС Ембретсфосс.